# Paróquia Sagrado Coração de Jesus (Ipatinga)
A Paróquia Sagrado Coração de Jesus é uma divisão da Igreja Católica sediada no município brasileiro de Ipatinga, no interior do estado de Minas Gerais. A paróquia faz parte da Diocese de Itabira-Fabriciano, estando situada na Região Pastoral III. Foi criada em 25 de junho de 1965.

## História e descrição

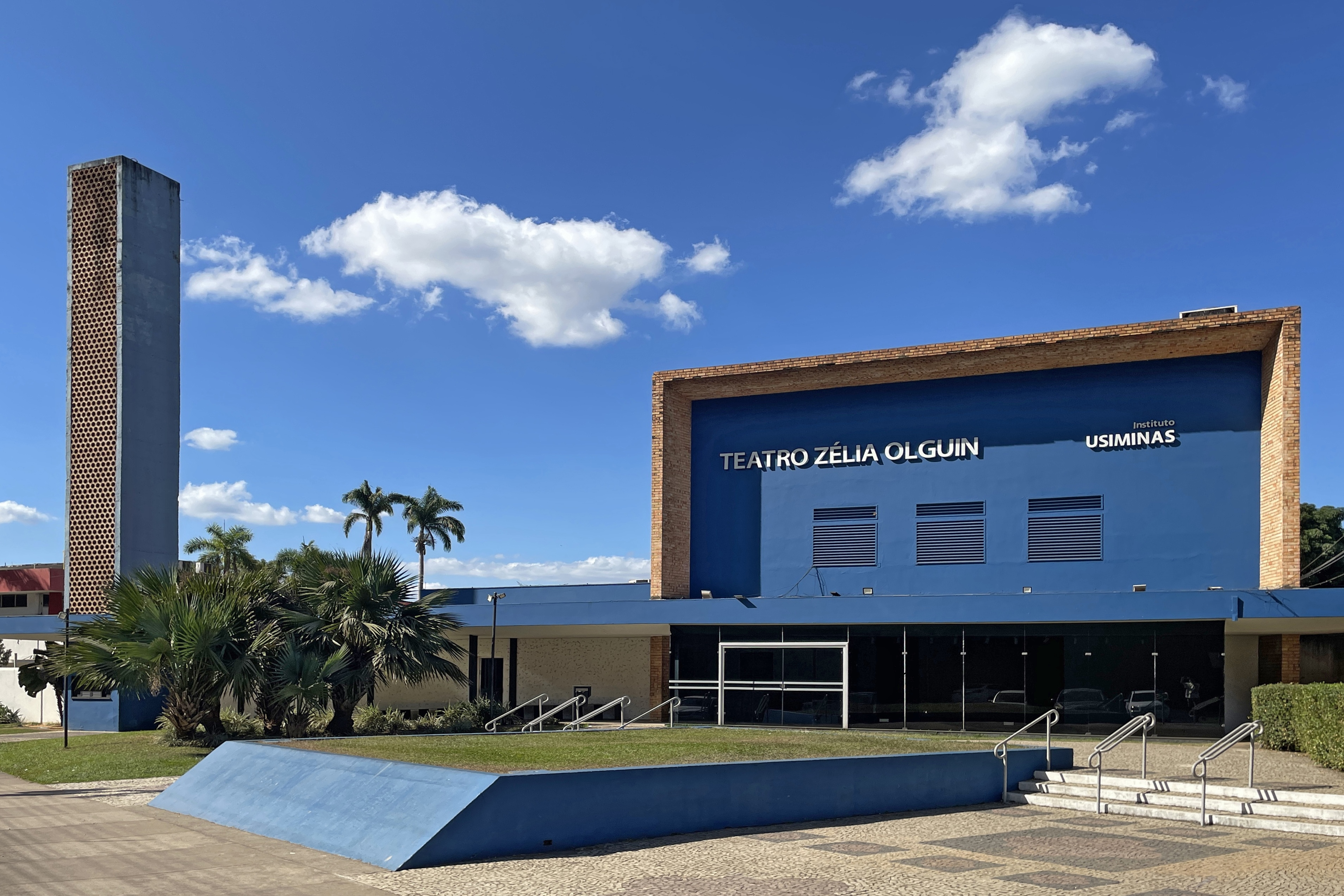
Teatro Zélia Olguin, que já funcionou como igreja da comunidade local.

Teve como primeira sede a capela do Colégio São Francisco Xavier (atual Teatro Zélia Olguin). Posteriormente, um terreno foi cedido pela Usiminas para a construção da atual Igreja Sagrado Coração de Jesus no Cariru no começo da década de 1980. O templo, que representa a igreja sede da paróquia, foi inaugurado em junho de 1986 e está situado na Praça Asteca.
Além da sede no Cariru, possui comunidades nos bairros Bela Vista, Castelo, das Águas e Vila Ipanema em Ipatinga e em Ipaba do Paraíso, na cidade vizinha Santana do Paraíso. Dentro de sua área de atuação, a paróquia também realiza visitas a apenados do Centro de Remanejamento de Presos (CERESP). Inclusive, é responsável por campanhas de arrecadação de itens de higiene à população privada de liberdade e discussões de pautas em prol dos direitos dos presos junto à comunidade e autoridades.

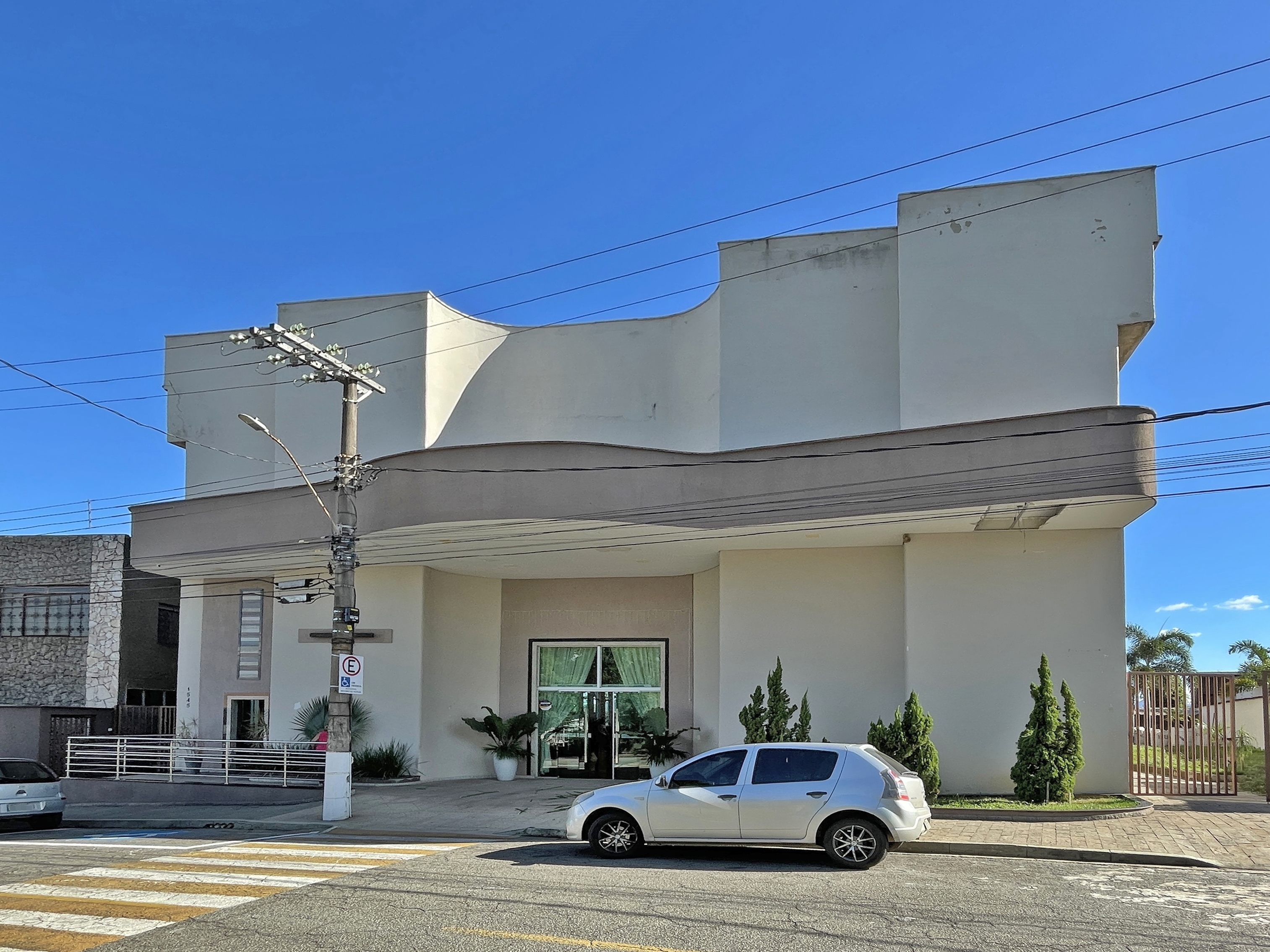
Igreja Imaculado Coração de Maria, bairro Bela Vista.
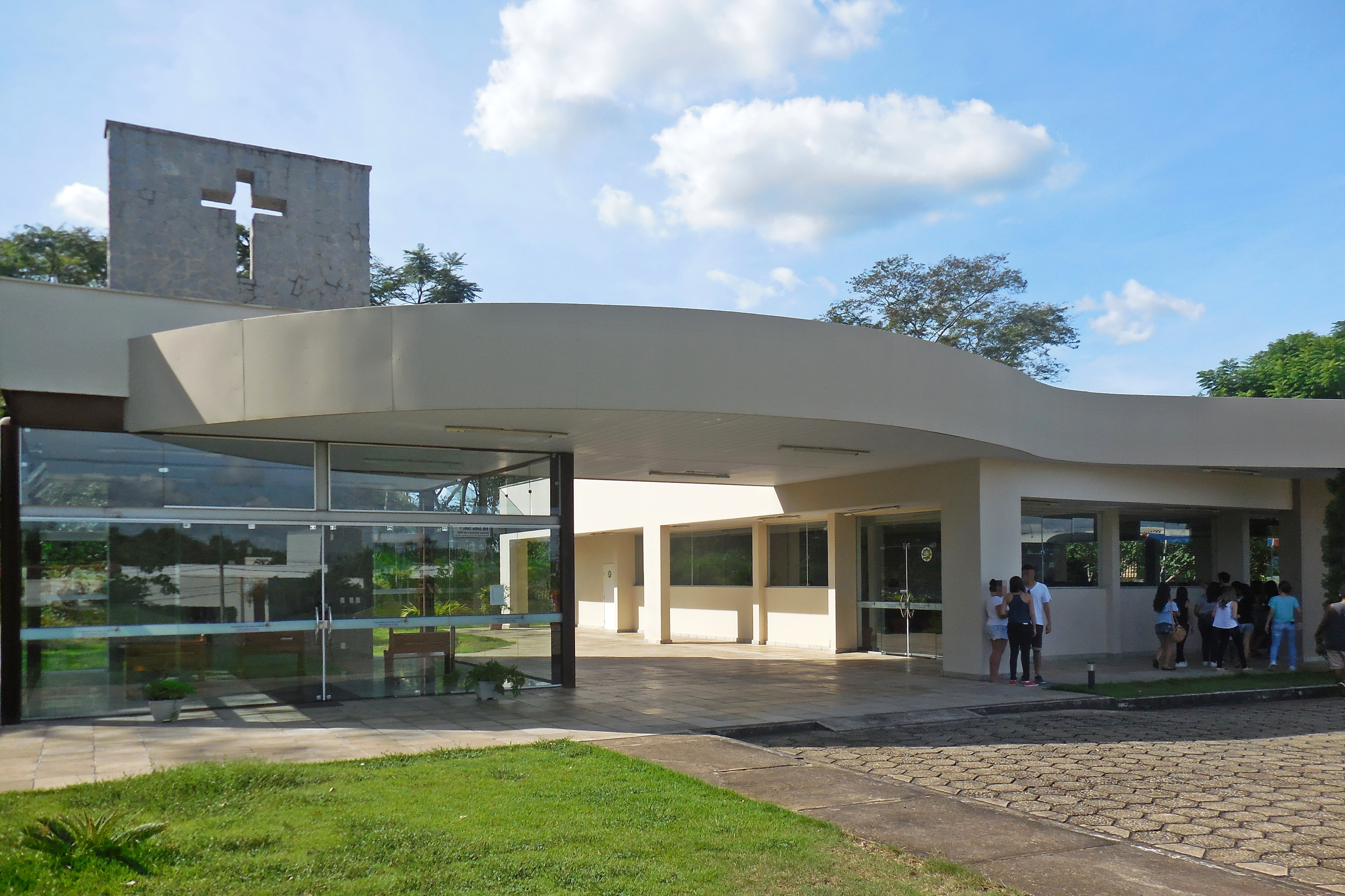
Igreja São Judas Tadeu e Nossa Senhora do Pilar, no bairro Castelo.
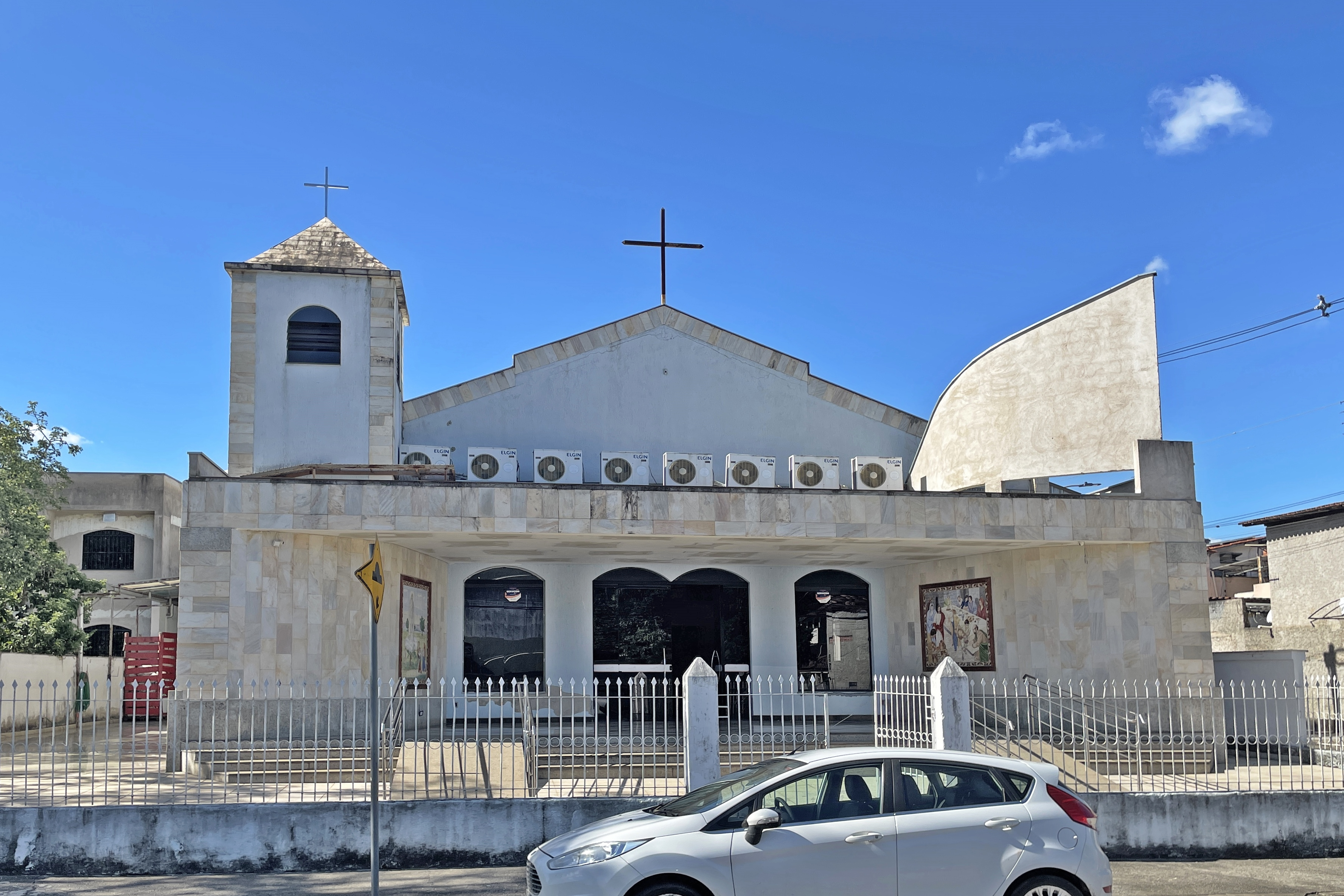
Igreja Nossa Senhora de Fátima, bairro Vila Ipanema.